# 아마짱 노래 앨범
《아마짱 노래 앨범》(あまちゃん 歌のアルバム 아마짱 우타노아루바무[*])은 2013년 상반기 방송의 NHK 연속 TV 소설 《아마짱》의 극 중에서 방송된 노래가 달린 악곡을 모은 컴필레이션 음반이다.

## 수록곡

### CD판
1. 潮騒のメモリー / 파도소리의 메모리
작사: 쿠도 칸쿠로 / 작곡: 오오토모 요시히데, Sachiko M / 편곡: 오오토모 요시히데 / 노래: 아마노 하루코(코이즈미 쿄코)
2. 暦の上ではディセンバー / 달력상으로는 디셈버
작사: 쿠도 칸쿠로 / 작곡: 오오토모 요시히데, Sachiko M, 에토 나오코, 타카이 야스오 / 편곡: 타카이 야스오 / 노래: 아메요코 여학원 예능 코스[注 1]
3. 地元に帰ろう / 고향에 돌아가자
작사: 쿠도 칸쿠로 / 작곡: Sachiko M, 오오토모 요시히데 / 편곡: 오오토모 요시히데 / 노래: GMT[注 2]
극 중에 등장하는 아이돌 그룹 〈GMT5〉의 데뷔 싱글.
제107화(8월 2일 방송)에서는 아라마키 타이치(후루타 아라타)가 무단으로 목소리를 오토튠으로 가공하는 장면이 등장하지만, 본작에서는 가공되어있지 않은 오리지널이 수록되어 있다.
4. いつでも夢を/ 언제라도 꿈을
작사: 사에키 타카오 / 작곡·편곡: 요시다 타다시 / 노래: 하시 유키오 & 요시나가 사유리
극 중에서 다양한 인물에 의해 가창되고 있는 것 외, 제116화에서 하시가 본인 역으로 출연해[1], 아마노 나츠(미야모토 노부코)와의 듀엣으로 이 곡을 가창했다. 본작에서는 하시와 요시나가에 의한 오리지널 버전이 수록되어 있다.
5. 南部ダイバー（教室バージョン） / 남부 다이버 (교실 버전)
작사·작곡: 안도 무츠오 / 편곡: 타카이 야스오 / 노래: 이소노 선생님(미나가와 사루토키) & 키타산리쿠 고교 잠수 토목과 학생들[注 3]
제29화(5월 3일 방송)에서 아마노 아키(노넨 레나)가 보통과에서 편입한 첫날에 교실 내에서 노래한 장면으로부터의 음원. 실제 방송에서는 1절까지였지만, 이것은 2절까지 노래한 것으로 되어있고, 첫머리에 이소노와 아키의 대화나 추임새, 컷이 걸리는 부분까지 완전 수록되어 있다.
6. 潮騒のメモリー（太巻デモバージョン） / 파도소리의 메모리 (후토마키 데모 버전)
노래: 아라마키 타이치
7. 地元に帰ろう（太巻デモバージョン） / 고향에 돌아가자 (후토마키 데모 버전)
노래: 아라마키 타이치
8. いらないバイク買い取るぞう! / 필요없는 바이크 사들이자!
작사: 쿠도 칸쿠로 / 작곡·편곡: 오오토모 요시히데 / 노래: 이이모리 사유리, 이노우에 토모코, 우시로카와 미카, 마츠모토 타에코, 키노시타 나츠코
제92화(7월 16일 방송)에서 방송된, 아키가 처음으로 출연한 드라마 《경사 변호사》(파트 14)의 온에어 때에 흘렀던 CM 송.
9. 潮騒のメモリー（お座敷列車バージョン） / 파도소리의 메모리 (다다미방 열차 버전)
노래: 파도소리의 메모리즈[注 4]
제53화(5월 31일 방송)에서 다다미방 열차 내에서 가창한 장면으로부터의 음원.
10. 南部ダイバー（種市高校フルバージョン） / 남부 다이버 (타네이치 고교 풀 버전)
코러스: 타네이치 고교 해양 개발과 헤이세이 25년도 3학년
11. 暦の上ではディセンバー（オリジナル・カラオケ） / 달력상으로는 디셈버 (오리지널 가라오케)
12. 地元に帰ろう（オリジナル・カラオケ） / 고향에 돌아가자 (오리지널 가라오케)
13. いつでも夢を（1964バージョンカラオケ） / 언제라도 꿈을 (1964 버전 가라오케)
14. 南部ダイバー（カラオケ） / 남부 다이버 (가라오케)
15. 潮騒のメモリー（スナック梨明日カラオケ） / 파도소리의 메모리 (스낵 리아스 가라오케)

### 전달판
1. 潮騒のメモリー / 파도소리의 메모리
2. 暦の上ではディセンバー / 달력상으로는 디셈버
3. 地元に帰ろう / 고향에 돌아가자
4. いつでも夢を / 언제라도 꿈을
5. 南部ダイバー（教室バージョン） / 남부 다이버 (교실 버전)
6. 潮騒のメモリー（太巻デモバージョン） / 파도소리의 메모리 (후토마키 데모 버전)
7. 地元に帰ろう（太巻デモバージョン） / 고향에 돌아가자 (후토마키 데모 버전)
8. いらないバイク買い取るぞう! / 필요없는 바이크 사들이자!
9. 潮騒のメモリー（お座敷列車バージョン） / 파도소리의 메모리 (다다미방 열차 버전)
10. 潮騒のメモリー（秘蔵デモ） / 파도소리의 메모리 (비장 데모)
악곡 제작 초기 단계의 귀중한 데모 음원으로, Sachiko M이 보컬을, 오오토모가 기타 연주를 담당하고 있다.

## 같이 보기
- 아마짱
- 연속 TV 소설 〈아마짱〉 오리지널 사운드트랙

### 내용주
1. ↑  리드 보컬: 베이비레이즈, 미나세 이노리 / 코러스: 사에, 시모가키 마도카, 노나카 아오이, 스기우라 마미, 사카구치 카호
2. ↑  보컬: 아마노 아키, 이루마 시오리(마츠오카 마유), 엔도 마나(오노 이토), 캰 에렌(쿠라시타 호나미), 오노데라 카오루코(유우키 미오), 베로니카(사이토 아리나)
3. ↑  보이스: 이소노 선생님 & 아마노 아키 / 코러스: 타네이치 코이치(후쿠시 소타) & 키타산리쿠 고교 잠수 토목과 학생들(엑스트라)
4. ↑  보컬: 아마노 아키 & 아다치 유이(하시모토 아이)

### 참조주
1. ↑  【아마짱】 하시 유키오, 본인 역으로 게스트 출연 〈언제라도 꿈을〉을 가창